# Greuth (Höchstadt an der Aisch)

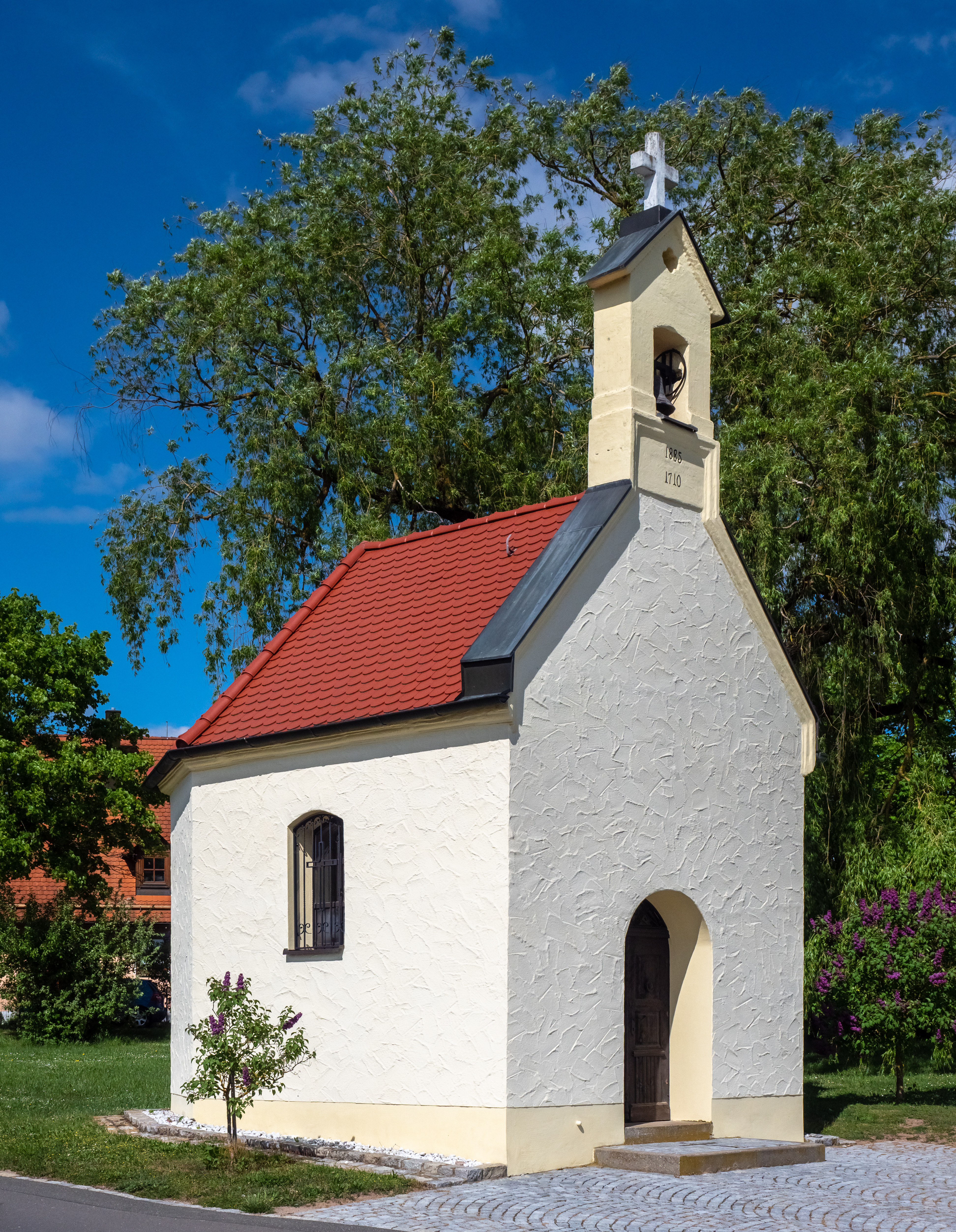
Katholische Kapelle

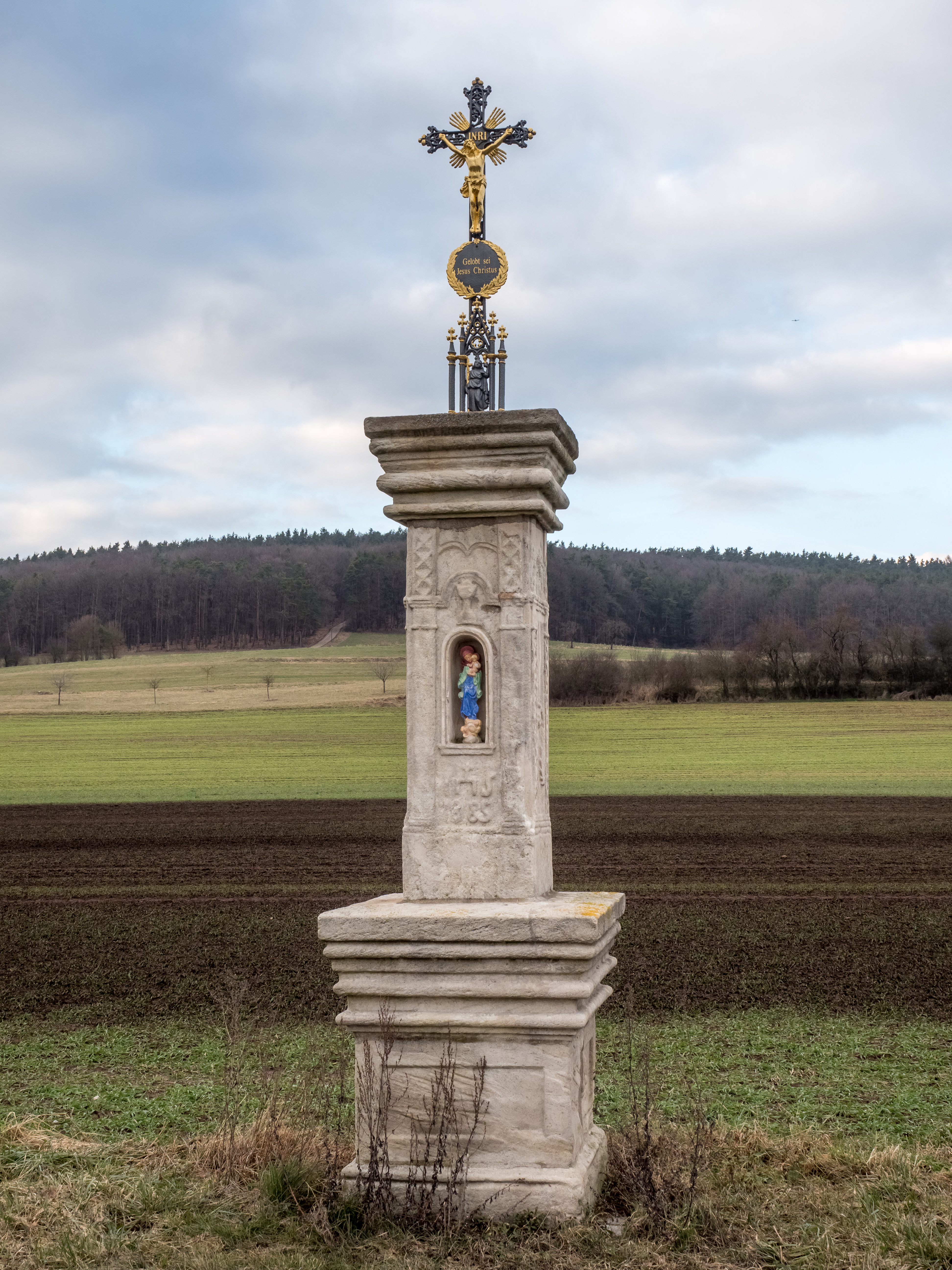
Martersäule

Greuth ist ein Gemeindeteil der Stadt Höchstadt an der Aisch im Landkreis Erlangen-Höchstadt (Mittelfranken, Bayern). Die Gemarkung Greuth hat eine Fläche von 5,095 km². Sie ist in 598 Flurstücke aufgeteilt, die eine durchschnittliche Flurstücksfläche von 8520,39 m² haben. In ihr liegt neben dem namensgebenden Ort der  Gemeindeteil Förtschwind.

## Geografie
Das Dorf liegt am Fuße des nördlich gelegenen Rittersbergs (372 m ü. NHN), der sich in einem Waldgebiet erhebt. Das Waldstück nordwestlich des Ortes wird Schlackerwald genannt, das Waldstück nordöstlich des Ortes Wind. Ansonsten ist der Ort von Acker- und Grünland umgeben. Die Flur östlich es Ortes wird Melben genannt.
Die Kreisstraße ERH 17/FO 19 verläuft nach Zentbechhofen (1,8 km westlich) bzw. nach Stiebarlimbach (2,1 km östlich). Eine Gemeindeverbindungsstraße führt nach Förtschwind (0,7 km südwestlich).

## Geschichte
Bereits in vorgeschichtlicher Zeit war das Gebiet um Greuth besiedelt. Belege dieser frühen Siedlungstätigkeit sind vier Grabhügel nördlich und nordwestlich von Greuth.
1303 wurde der Ort im Würzburger Lehenbuch als „Gerüte“ erstmals urkundlich erwähnt. Der Ortsname bedeutet das gerodete (Gebiet). Angelegt wurde der Ort im 10. oder 11. Jahrhundert im Zuge der Würzburger Kolonisation. Bezweckt wurde wohl die Beaufsichtigung und Verwaltung eines würzburgischen Wildbannforstes, das sich an der Grenze des Bistums Bamberg befand. Im Lehenbuch ist vermerkt, dass die Ministerialen von Naisdorf (die späteren Truchseß von Pommersfelden) den Zehnt des Ortes zu Lehen erhielten. Dieses Lehen kam nach mehrfachem Wechsel an das Kloster Schlüsselau, was vom Bamberger Bischof 1333 bestätigt wurde. Greuth war ein „ungezimmertes Rittergut“, also ein adeliger Besitz ohne Haus, zu dem einige Teich- und Baumfällrechte gehörten. Ursprünglich zur Pfarrei Schnaid gehörend, wurde der Ort 1455 der neu gebildeten Pfarrei Zentbechhofen, das damals noch Linhardsbechhofen hieß, zugeordnet. Im 16. Jahrhundert im Besitz der Seckendorffs ging Greuth 1601 an Ursula von Eyb, eine Tochter des Sigmund von Seckendorff, über. 1692 wurde in Greuth eine Ziegelei errichtet. Eine Kapelle wurde 1710 erstmals erwähnt, 1885 wurde sie erweitert und restauriert. Im Jahr 1723 erwarben die Grafen von Schönborn das ehemalige Rittergut von den Erben des Bamberger Domdekans Reinhard Anton von Eyb für 6883 Gulden.
Gegen Ende des 18. Jahrhunderts gab es in Greuth 17 Anwesen (11 Güter, 2 Halbgüter, 2 Sölden, Schmiede) und ein Gemeindehirtenhaus. Das Hochgericht übte das bambergische Centamt Bechhofen aus. Die Dorf- und Gemeindeherrschaft sowie die Grundherrschaft über alle Anwesen hatte die Schönborn’sche Herrschaft Pommersfelden. Die Greuther Bürger hatten zu dieser Zeit eine Bauholzgerechtigkeit am fürstlichen Windwald.
1802 kam Greuth zum neuen Königreich Bayern. Im Rahmen des Gemeindeedikts wurde der Ort dem 1808 gebildeten Steuerdistrikt Zentbechhofen zugeordnet. Mit dem Zweiten Gemeindeedikt (1818) entstand die Ruralgemeinde Greuth, zu der Förtschwind gehörte. Sie war in Verwaltung und Gerichtsbarkeit dem Landgericht Höchstadt zugewiesen und in der Finanzverwaltung dem Rentamt Höchstadt. In der freiwilligen Gerichtsbarkeit und der Ortspolizei unterstand der Ort bis 1848 dem Patrimonialgericht Pommersfelden. Ab 1862 gehörte Greuth zum Bezirksamt Höchstadt an der Aisch (1939 in Landkreis Höchstadt an der Aisch umbenannt) und weiterhin zum Rentamt Höchstadt (1919 in Finanzamt Höchstadt umbenannt, 1929–1972: Finanzamt Forchheim, seit 1972: Finanzamt Erlangen). Die Gerichtsbarkeit blieb beim Landgericht Höchstadt (1879 in das Amtsgericht Höchstadt umgewandelt), von 1959 bis 1972 war das Amtsgericht Forchheim zuständig, seitdem ist es das Amtsgericht Erlangen. Die Gemeinde hatte eine Gebietsfläche von 5,082 km².
Am 1. Januar 1972 wurde Greuth im Zuge der Gebietsreform in die Stadt Höchstadt an der Aisch eingegliedert. Heute ist Greuth als ansehnlicher Ort mit einem schönen gewachsenen Kern und stattlichen Neubauten am Ortsrand.

### Baudenkmäler
- Katholische Kapelle
- Martersäule
- Bildstock

### Einwohnerentwicklung
Gemeinde Greuth
| Jahr      | 1819   | 1840   | 1852   | 1855   | 1861   | 1867   | 1871   | 1875   | 1880   | 1885   | 1890   | 1895   | 1900   | 1905   | 1910   | 1919   | 1925   | 1933   | 1939   | 1946   | 1950   | 1952   | 1961  | 1970   |
| Einwohner | 208    | 223    | 239    | 216    | 221    | 227    | 214    | 200    | 218    | 199    | 219    | 214    | 196    | 193    | 195    | 189    | 201    | 220    | 206    | 275    | 249    | 241    | 232   | 239    |
| Häuser    |        |        |        |        |        |        | 44     |        |        | 39     | 40     |        | 44     |        |        |        | 34     |        |        |        | 40     |        | 38    |        |
| Quelle    | [ 12 ] | [ 13 ] | [ 13 ] | [ 13 ] | [ 14 ] | [ 15 ] | [ 16 ] | [ 17 ] | [ 18 ] | [ 19 ] | [ 20 ] | [ 13 ] | [ 21 ] | [ 13 ] | [ 22 ] | [ 13 ] | [ 23 ] | [ 13 ] | [ 13 ] | [ 13 ] | [ 24 ] | [ 13 ] | [ 9 ] | [ 25 ] |

Ort Greuth
| Jahr      | 001819 | 001861 | 001871 | 001885 | 001900 | 001925 | 001950 | 001961 | 001970 | 001987 |
| Einwohner | 117    | 124    | 126    | 121    | 120    | 114    | 141    | 144    | 137    | 109    |
| Häuser    |        |        |        | 21     | 25     | 19     | 23     | 22     |        | 24     |
| Quelle    | [ 12 ] | [ 14 ] | [ 16 ] | [ 19 ] | [ 21 ] | [ 23 ] | [ 24 ] | [ 9 ]  | [ 25 ] | [ 1 ]  |

## Religion
Der Ort ist römisch-katholisch geprägt und nach St. Leonhard (Zentbechhofen) gepfarrt. Die Einwohner evangelisch-lutherischer Konfession sind nach St. Maria und Johannes (Pommersfelden) gepfarrt.